# Discaria articulata
Discaria articulata är en brakvedsväxtart som först beskrevs av Rodolfo Amando Philippi, och fick sitt nu gällande namn av John Miers. Discaria articulata ingår i släktet Discaria och familjen brakvedsväxter. Inga underarter finns listade i Catalogue of Life.